# Notater om Nato
Notater om Nato er en dokumentarfilm fra 1969 instrueret af Allan de Waal.

## Handling
Oplæg til videre diskussion af Danmarks forhold til NATO. Filmen portrætterer tre politiske profiler af forskellig observans. Per Kirkeby har tegnet en række kølige krigstegninger.